# Michal Dočolomanský
Michal Dočolomanský (25. března 1942, Niedzica, Slovenský stát (nyní Polsko) – 26. srpna 2008, Bratislava) byl slovenský herec, zpěvák, moderátor a imitátor.

## Život
Michal Dočolomanský se narodil v obci Nedeca, tehdy pohraniční obci mezi Slovenskem a Polskem, kde jeho otec působil jako učitel. Koncem 2. světové války se přestěhovali do města Svätý Jur u Bratislavy. Po ukončení základní školy se vyučil automechanikem v Kadani. V mládí se věnoval gymnastice, jeho koníčkem bylo i bezmotorové létání. Herectví absolvoval v roce 1964 na VŠMU v Bratislavě a od té doby působil jako člen činohry Slovenského národního divadla. Kromě divadla se též amatérsky věnoval automobilovým závodům. Účinkoval v mnoha slovenských a českých filmech a televizních seriálech.
Jeho sestra Renáta Kazíková (1936–2013) byla herečkou, ve filmu Šťastie príde v nedeľu (1958) hrála hlavní ženskou postavu. Další sestra Petronela je také herečka. Syn Michal pracuje jako manažer a věnuje se country hudbě ve skupině Belasí, dcera Marta žije v zámoří. V roce 1982 mu byl udělen titul zasloužilý umělec. 
Dne 26. srpna 2008 zemřel v bratislavské nemocnici na karcinom plic.

## Ocenění
- V roce 1982 mu byl udělen titul zasloužilý umělec
- 31. srpen 2007 – Řád Ľudovíta Štúra I. třídy mu byl udělen za mimořádné zásluhy o rozvoj Slovenska a šíření dobrého jména v zahraničí

## Filmografie
- 1962 Výlet po Dunaji (Miško)
- 1963 Tvář v okně (Haruštiak)
- 1964 Každý týden sedm dní (Štefan)
- 1966 Tri gaštanové kone
- 1968 Dialog 20–40–60
- 1969 Generácia
- 1969 Kolonie Lanfieri (mladý Dribb)
- 1970 Měděná věž (lékař)
- 1970 Medený gombík (Gonzáles)
- 1970 Naši pred branami (Vlado)
- 1972 Zítra bude pozdě (Brauniss)
- 1973 Dny zrady (Jan Šverma)
- 1973 Hřích Kateřiny Padychové (Štefan Padych)
- 1973 Skrytý pramen (Vavrinec)
- 1974 Do zbraně, kuruci! (Lukáš Michalič)
- 1975 Horečka (Pavol Sámel)
- 1976 Červené víno (Rochus)
- 1976 Ztracená dolina (Mišo)
- 1976 Sváko Ragan
- 1976 Zypa Cupák
- 1977 Jedenáste prikázanie
- 1977 Adéla ještě nevečeřela (Nick Carter, krajan Matějka)
- 1977 Penelopa (Viktor Kuzma)
- 1977 Vítězný lid (dr. Gustáv Husák)
- 1978 Poéma o svědomí (dr. Gustáv Husák)
- 1978 Sníh pod nohama (trenér Kováč)
- 1979 Inženýrská odysea (TV seriál) (Jano Krnáč)
- 1981 Noční jezdci (Marek Orban)
- 1981 Plavčík a Vratko (král Světoslav)
- 1981 Tajemství hradu v Karpatech (hrabě Teleke z Tölökö)
- 1983 Mrtví učí živé (Ing. Oršuľa)
- 1983 Tisícročná včela (Valent Pichanda)
- 1984 Povstalecká história
- 1986 Cena odvahy (vedúci výzkumu Záruba)
- 1986 Alžbetin dvor
- 1987 Strašidla z vikýře (Vilda)
- 1988  Chlapci a chlapi
- 1989 Právo na minulost (vyšetřovatel)
- 1990 Soukromé životy (herec)
- 1991 Corpus delicti (Chlad)
- 1991 Un coeur à prendre (TV – Dva kroky od ráje), režie Michel Vianey, Franc. (Jeff)
- 1998 Horská služba
- 2002 Perníková věž (Jakubův otec)
- 2006 Bestiář (otec Karolíny)

## Televize
- 1971 V tieni vlkov (seriál)

## Diskografie, kompilace
- 1973 Hala, hala (Gala,gala) – Eva Kostolányiová a Michal Dočolomanský/ Koľko je o nás ľúbostných básní – Eva Kostolányiová – Opus – SP (na obálce 1.a 2. str. – Eva Kostolányiová)
- 1977 Ľúbim ťa – Michal Dočolomanský a Bezinky/Ruka s kvetom – Eva Kostolányiová – Opus – SP (na obálce 1. str. Michal Dočolomanský a 2. str. – Eva Kostolányiová)
- 1995 Repete 5 – Ena records 13. Všetkým dievčatám – Michal Dočolomanský a Peter Stašák
- 1995 Repete 8 – Ena records 08. Haló, tam – Lýdia Volejníčková a Michal Dočolomanský
- 1995 Repete Gala 1 – Ena records 06. Michal Dočolomanský – Ľúbim ťa/15. Smoliar – Lýdia Volejníčková a Michal Dočolomanský
- 1995 Repete Gala 2 – Ena records 09.Všetkým dievčatám – Michal Dočolomanský a Peter Stašák
- 1995 Janko Pallo a Michal Dočolomanský – Vianočné posolstvo lásky – Musica
- 1996 Hviezdne Vianoce – Opus
- 2003 Chalupárium – MSP
- 2007 Spravodlivé knieža – A.L.I. (edice – Z rozprávky do rozprávky)
- 2007 20 Naj retro Vianoce – Opus 02. Zima na saniach/16. Vianoce na lodi – Michal Dočolomanský a Kamila Magálová
- 2008 20 Naj – Opus